# 奇台沙蜥
奇台沙蜥（学名：Phrynocephalus grumgrzimailoi）为鬣蜥科沙蜥属的爬行动物。在中国大陆，分布于新疆等地，多栖息于荒漠草原及固定沙丘地带以及也活动在开垦的农田附近和风蚀沙丘的盐渍土地上。该物种的模式产地在新疆奇台。